# 遺骨

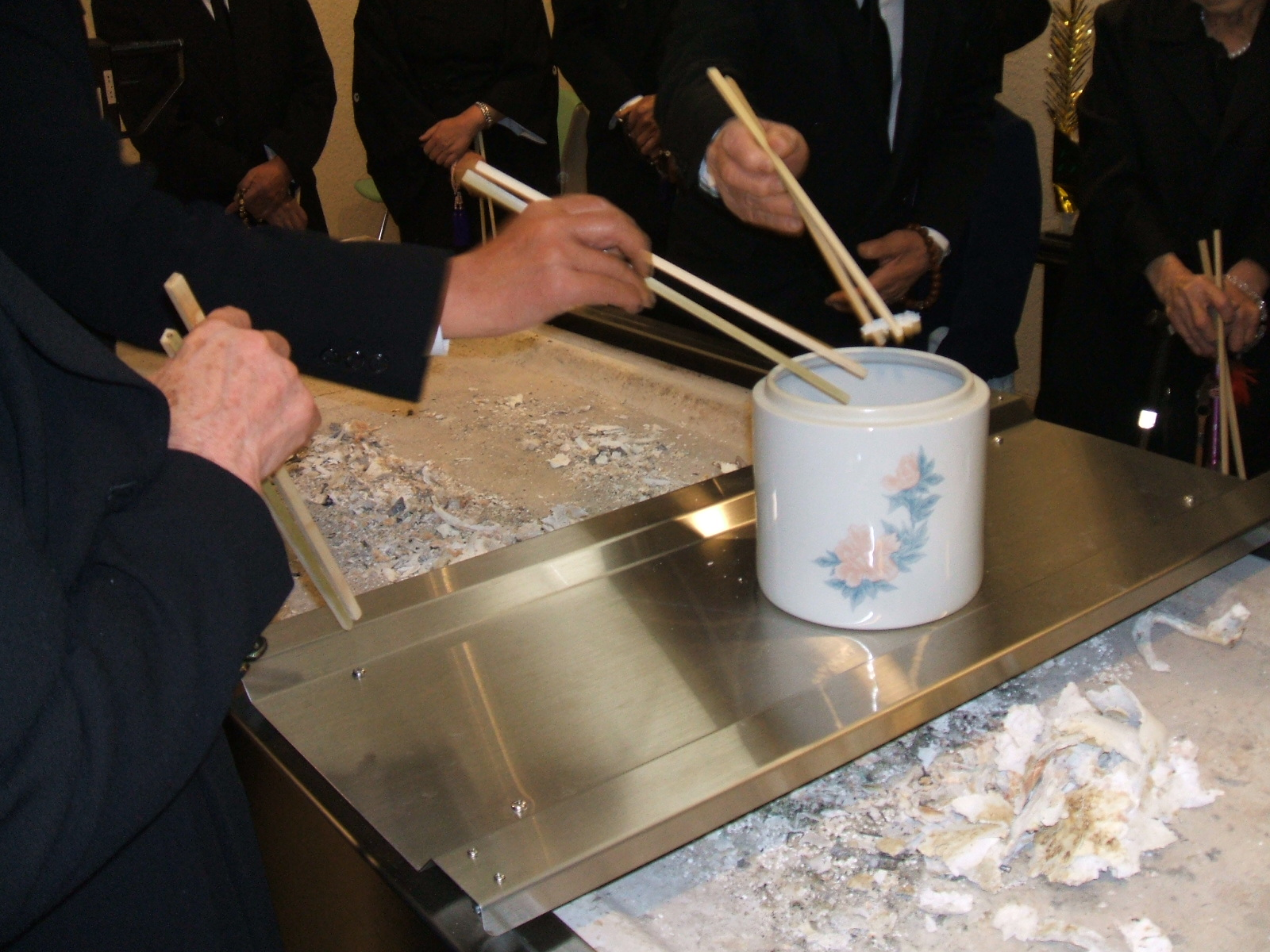
火葬場の骨上げの様子

遺骨（いこつ）は、供養の対象となる死者の骨のこと。火葬や洗骨その他の方法、理由で骨だけの状態（白骨化とも）となった故人の遺体を指す。御遺骨、お骨とも。数詞としては一柱（はしら）、一体（たい）。

## 葬儀における遺骨
日本など火葬が葬送の主要手段とされている地域の場合、葬儀後に火葬場にて遺体を火葬し、遺骨にする。
火葬後、遺骨は故人の親族や関係者によって骨壺に納められる（骨上げ、収骨）。骨上げは、親族や親戚などの関係者が長い箸を使って、2人1組で足の骨から順番に拾って納める習俗がある。
骨壺に納められた遺骨は、骨壺を納める骨箱や火葬証明証（兼埋葬許可証）と共に、自宅等に安置して供養される（後飾り壇など）。
仏式の場合は、四十九日までに、神式の場合は五十日祭までに墓所や納骨堂など所定の場所に親族や関係者によって納められる（納骨を参照）。
墓所に納骨する際は、地域やその家の習俗によって、骨壺のままか麻袋に移し替えてからか、骨壺から出してカロート（石室）内の土の上に撒くかのパターンがある。

### エホバの証人における遺骨
エホバの証人では、遺骨を手元に置くことは、偶像崇拝と見なすため、遺骨を火葬場で処分してもらっている。

## 分骨
故人1人の遺骨を、2ヶ所以上の墓所や納骨堂に分けて納骨・所持することを分骨（ぶんこつ）という。
なお、分骨ごとに埋葬許可証が必要のため、通常の場合、事前に火葬場に申し出て分骨証明証を火葬場から発行してもらう。
また、既に一度墓所や納骨堂に納骨されている遺骨を分骨する場合、改葬のため、墓所や納骨堂の利用契約者が、墓所や納骨堂の管理者に分骨証明証（埋蔵証明証）の発行を依頼する必要がある。
墓地利用契約者や墓地管理者に無断で遺骨を取り出すと、墳墓発掘罪に該当するので、事前に墓地利用契約者、墓地管理者に申し出る。
分骨は、既に納骨された場合は元の骨壺から分骨用に用意された小さい骨壷に移すパターンが一般的である。小さい骨壺には喉仏の骨を入れるケースが多い。
分骨された遺骨は、分骨証明証と共に、新たな納骨先に納める。

## 遺骨をめぐる状況
「骨を拾う」（死者を火葬し、骨揚げすること）などの慣用句にも見られるように、遺骨は死者の形見の一つとして大切にされてきた。そのため遺骨争いが起こることもある。
遺骨を砕いて粘土に混ぜたものを核にして養殖真珠にしたり、遺骨に含まれる炭素を利用してダイヤモンドにしたりできる。
遺灰をペンダントトップに収めたり上述の宝石をジュエリーに加工したりして身に着ける人もいる。
フリスビーを改良し、フリスビー関連スポーツを普及させたエド・ヘドリックは、遺灰で記念のフリスビーを作ることを望んだ。遺言どおり遺灰の入ったフリスビーが作製され、販売もされた。